# Walter de Rochebrune
Walter de Rochebrune was een typetje gespeeld door Wim de Bie dat voorkwam in de uitzendingen van Van Kooten en De Bie. Hij was een voormalig mijnbouwkundig ingenieur en was 14 jaar lang werkzaam in de mijnen in Limburg. Hij was een zonderling, had een onverzorgd uiterlijk met lang viezig en vet haar, en rook onaangenaam. 
Sinds de sluiting van de mijnen werd hij met 41 jaar kluizenaar en verbleef in het tuinhuis van zijn moeder, met wie hij in onmin leefde en nooit meer sprak. Zijn vader had in 1935 een houten kubus uitgevonden, maar kwam in 1942 in Stalingrad om het leven. Zijn moeder had de kubus in 1945 bij het vuilnis gezet en dat vergaf Walter haar nooit. 
Hij probeerde een aantal paradoxale kwesties op te lossen en stuurde deze oplossingen naar de wereldleiders, maar kreeg nooit bericht terug. Ook was hij in staat de kleur van iemands aura te herkennen, bijvoorbeeld groen of geel.  
In de uitzendingen over Juinen blijkt hij samen met de vieze man op de gemeenschappelijke vuilnisbelt van Juinen en Ter Weksel te wonen en te leven van het afval. Hij spreekt de vieze man daadwerkelijk aan met "vieze man" terwijl de vieze man Walter de Rochebrune aanspreekt met Professor. Hij stuurt de vieze man de stad in om voedsel voor hen beiden bij elkaar te bedelen. Zelf begeeft hij zich niet onder de mensen en heeft daar angst voor.
Na Juinen was hij nog incidenteel in Keek op de week te zien.     